# Epomophorus wahlbergi
Il pipistrello della frutta dalle spalline di Wahlberg (Epomophorus wahlbergi  Sundevall, 1846) è un pipistrello appartenente alla famiglia degli Pteropodidi, diffuso nell'Africa subsahariana.

## Descrizione

### Dimensioni
Pipistrello di medie dimensioni con la lunghezza della testa e del corpo tra 110 e 185 mm, la lunghezza dell'avambraccio tra 72 e 98 mm, la lunghezza della coda tra 4 e 6 mm e un peso fino a 125 g.

### Aspetto
La pelliccia è corta, soffice, leggermente lanuginosa e si estende fino agli avambracci. Le parti dorsali sono fulve, più chiare sulle spalle e talvolta con dei riflessi giallastri nella parte posteriore, la base dei peli è più scura, mentre le parti ventrali sono più chiare e più grigiastre. I maschi hanno due ciuffi di lunghi peli bianchi intorno alle ghiandole situate su ogni spalla e talvolta le spalle e la gola più scure. Il muso è allungato con le labbra e le guance carnose ed estensibili. Gli occhi sono grandi e marroni. Le orecchie sono relativamente corte, arrotondate, prive di peli, marroni, con i bordi più scuri e con le caratteristiche macchie bianche alla loro base anteriore e posteriore. Le ali sono marroni e attaccate posteriormente alla base del secondo dito del piede. La coda è molto corta o assente, mentre l'uropatagio è ridotto ad una sottile membrana che si estende lungo la parte interna degli arti inferiori. Sono presenti 6 creste palatali, l'ultima è post-dentale e divisa in due come anche la penultima.

## Biologia

### Comportamento
Si rifugia di giorno tra le fronde degli alberi della foresta in colonie di qualche dozzina di individui, spesso insieme ad esemplari di E. crypturus, il quale è sempre in numero maggiore. Nelle città costiere del Mozambico occupano gli alberi dei parchi cittadini e lungo le strade più trafficate. Sono state osservate predazioni di questa specie da parte della Vipera del Gabon.

### Alimentazione
Si nutre di frutti di Anacardium occidentale, Mango, Adansonia digitata, Papaya, Parinari curatellifolia, Terminalia catappa, Diospyros squarossa, Uapaca kirkiana, Uapara sansibarica, specie native di Ficus e di Musa, Guava, Syzygium cordatum, Albicocco, Susino, Litchi chinesis, e foglie di Balanites wilsoniana.

### Riproduzione
Concepimenti avvengono da maggio a dicembre, con picchi in maggio, giugno e luglio. Le nascite avvengono da ottobre a giugno, con picchi in novembre e dicembre. La maggior parte delle femmine hanno una gravidanza all'anno, che termina tra novembre e dicembre, con una piccola percentuale con termine ad aprile.

## Distribuzione e habitat
Questa specie è diffusa nel Gabon, Congo, meridionali; Angola occidentale e nord-orientale, Repubblica Democratica del Congo meridionale e occidentale, Uganda orientale, Ruanda, Burundi, Kenya e Somalia meridionali; Tanzania settentrionale e sud-orientale, Malawi, Mozambico, Zambia, Botswana orientale, Swaziland, coste orientali del Sudafrica. Probabilmente è anche presente nel Camerun occidentale, nel Rio Muni e nel Gabon nord-occidentale.
Vive nelle mangrovie e nelle foreste fluviali, dove c'è presenza di alberi da frutto. Sembra largamente assente dalle dense aree forestali. È stata osservata in aree urbane e suburbane con presenza di alberi.

## Conservazione
La IUCN Red List, considerato il vasto areale e la popolazione numerosa, classifica E.wahlbergi come specie a rischio minimo (Least Concern)).